# Cindy Crawford (actriz porno)
Cindy Crawford (Las Vegas, Nevada; 6 de diciembre de 1980) es una actriz pornográfica estadounidense retirada. Fue conocida por tener el mismo nombre que la modelo homónima.

## Premios
| Premiación | Año  | Resultado | Categoría                          | Trabajo                         |
| ---------- | ---- | --------- | ---------------------------------- | ------------------------------- |
| AVN Award  | 2004 | Nominada  | Revelación del año                 | Revelación del año              |
| AVN Award  | 2005 | Nominada  | Mejor actriz del año               | Mejor actriz del año            |
| AVN Award  | 2006 | Nominada  | Mejor actriz en video              | Sodom                           |
| AVN Award  | 2008 | Nominada  | Mejor escena de sexo oral, video   | Black Snake Boned               |
| AVN Award  | 2008 | Nominada  | Mejor escena extraña de sexo       | Ass Blastin Felchin Anal Whores |
| AVN Award  | 2008 | Nominada  | Mejor escena grupal de sexo, video | I Dream of Jenna 2              |
| FAME Award | 2007 | Finalista | Mejor actriz de sexo anal          | Mejor actriz de sexo anal       |
| Adultcon   | 2007 | Ganadora  | Mejor escena de sexo oral          | Stormy Driven Wicked Pictures   |